# Hudson Cadorini
Hudson, nome artistico de Udson Cadorini Silva (Cássia dos Coqueiros, 16 de agosto de 1972), é um cantor e guitarrista brasileiro de rock , atualmente integra a dupla sertaneja Edson & Hudson, com o irmão Huelinton Cadorini Silva (Edson).
Quando mais novo, Hudson cantava com o irmão em locais como praças públicas, bares, rodeios e bailes. Ambos utilizavam o nome Pep e Pupi, tornando-se mais tarde os irmãos Edson e Hudson.
Os irmãos eram de família circense, e adquiriram muitas experiências no circo, que os ajudaram a fortalecer a união e mostrar a força e potencial que tinham para a música.
Com 11 CDs e 4 DVDs lançados, a dupla se diferencia devido à guitarra de Hudson, que leva ao som da dupla características vindas do rock e do hard rock, junto à influência da música country.
Os irmãos anunciaram em 2009 a separação da dupla a partir de Janeiro de 2010. Após 1 ano e 9 meses, no dia 1 de Setembro de 2011, Edson e Hudson anunciam o retorno da dupla.

## Carreira solo
Em 2008, Hudson, conhecido por ser fã de rock e metal, inspirado por guitarristas como Steve Vai, Joe Satriani, Eddie Van Halen, Yngwie Malmsteen e Slash, lança seu primeiro disco solo: Turbination, lançado pela gravadora. Além da forte presença da guitarra de Hudson, o cantor se destaca interpretando suas próprias canções. Em 2010, o cantor, recém separado do irmão Edson lança seu primeiro CD como cantor solo, após 30 anos de carreira.

## Discografia

### Solo
Álbuns de Estúdio
- 2008: Turbination
- 2009: Hudson Cadorini e Banda Rollemax: O Massacre da Guitarra Elétrica[3]
- 2010: Por que Não?

### Com Edson
Álbuns de Estúdio
- 1995: Edson & Hudson
- 1997: Festa Louca
- 2001: No Limite da Saudade
- 2004: O Chão Vai Tremer
- 2005: Galera Coração
- 2006: Duas Vidas, Dois Amores
- 2013: Na Hora do Buteco
- 2014: De Edson para Hudson
- 2015: Escândalo de Amor

Álbuns Ao vivo
- 2002: Acústico Ao Vivo
- 2005: Galera Coração - Ao Vivo
- 2007: Na Moda do Brasil - Ao Vivo
- 2007: Na Arena Ao Vivo
- 2009: Despedida
- 2013: Faço Um Circo Pra Você - Ao Vivo

Coletâneas
- 2005: O Melhor de Edson & Hudson
- 2006: O Bailão de Edson & Hudson
- 2007: Românticas
- 2007: Box Com 3 CDs (Galera Coração, Galera Coração Ao vivo e Duas Vidas Dois Amores)
- 2009: Essencial
- 2012: Deu Saudade (com 4 faixas inéditas)

DVDs Ao Vivo
- 2005: Galera Coração - Ao Vivo
- 2007: Na Moda do Brasil - Ao Vivo
- 2007: Na Arena Ao Vivo
- 2009: Despedida
- 2013: Faço Um Circo Pra Você - Ao Vivo